# Heavy Metal (skała)
Heavy Metal – skała na grzbiecie wzgórza Łężec na Wyżynie Częstochowskiej. Znajduje się w miejscowości Morsko w województwie śląskim, w powiecie zawierciańskim, w gminie Włodowice, w pasie skał ciągnących się grzbietem tego wzgórza od Zamku w Morsku na północny wschód. Heavy Metal znajduje się pomiędzy Skałą przy Zamku a Łężcem Trzecim.
Skały na Łężcu stosunkowo niedawno stały się obiektem wspinaczki skalnej i rejon ten daleki jest jeszcze do wyeksploatowania przez wspinaczy. Ciągle tworzone są na nich nowe drogi wspinaczkowe. Przez wspinaczy skalnych zaliczane są do grupy Skał Morskich. Zbudowana ze skalistego wapienia skała Heavy Metal znajduje się w lesie. Do 2018 roku na jej północnej, pionowej ścianie wspinacze poprowadzili 9 dróg o trudności od VI.1 do VI.5+ w skali krakowskiej. Prawie wszystkie drogi mają zamontowane stałe punkty asekuracyjne (ringi i stanowiska zjazdowe).

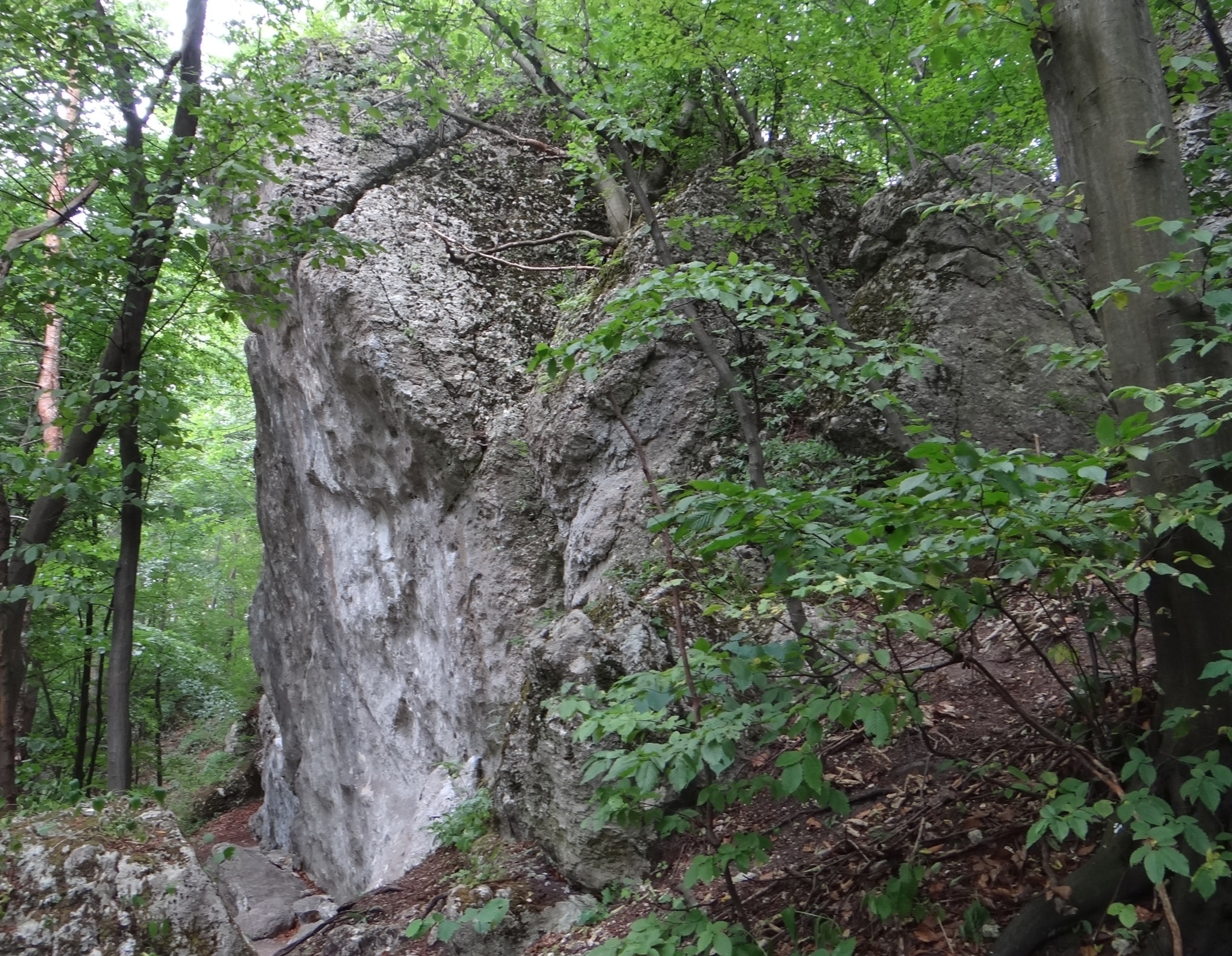
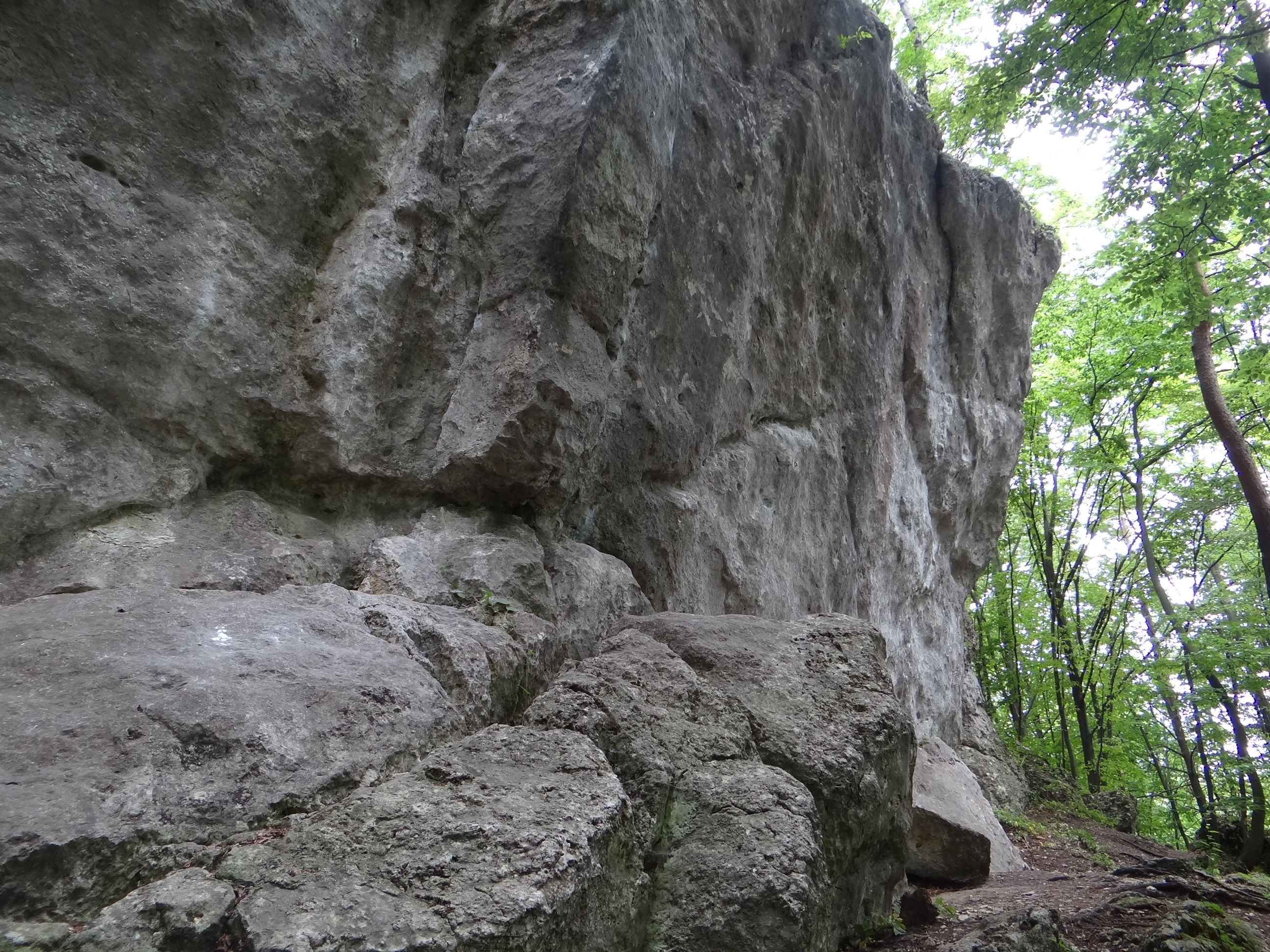
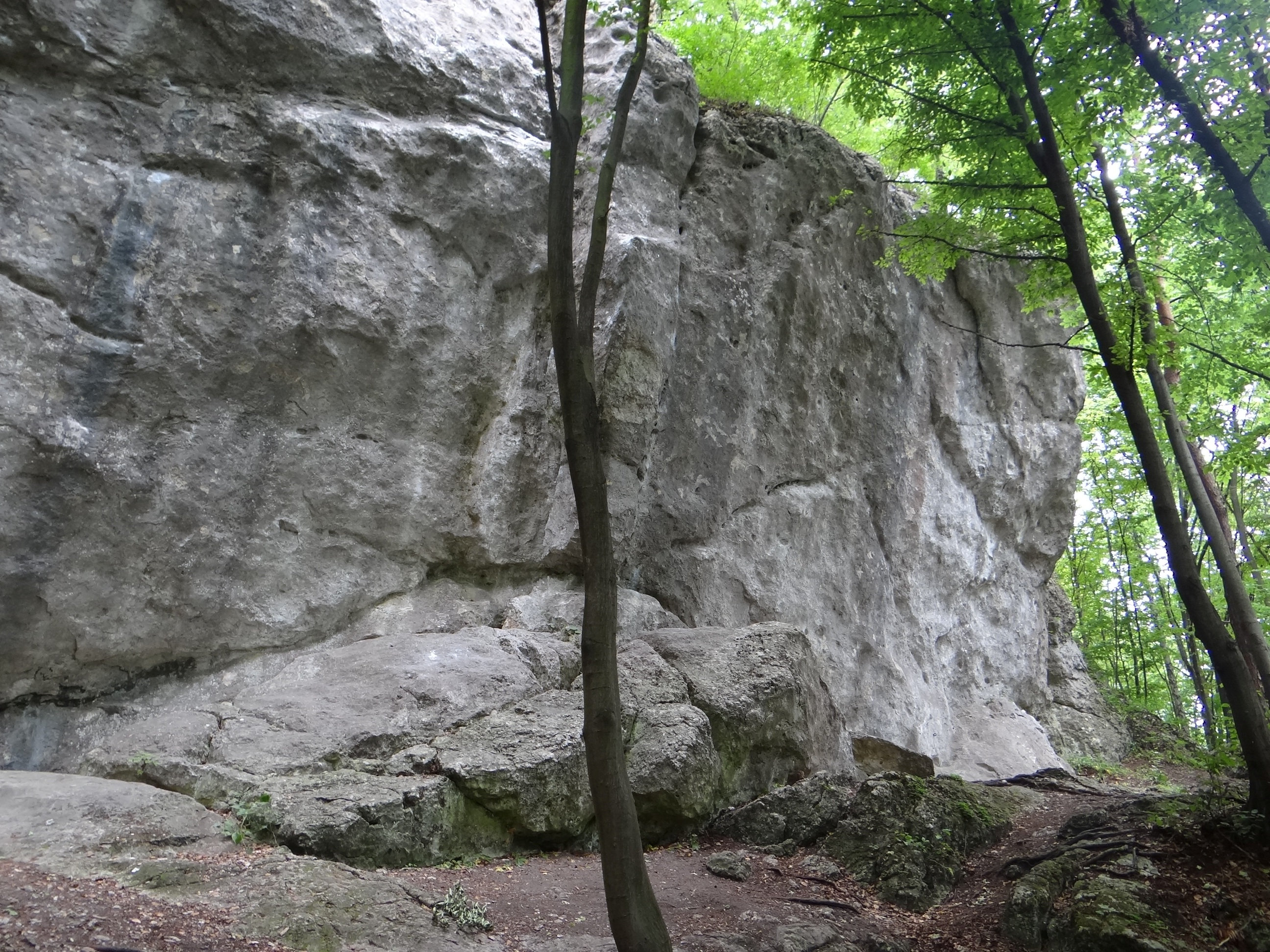
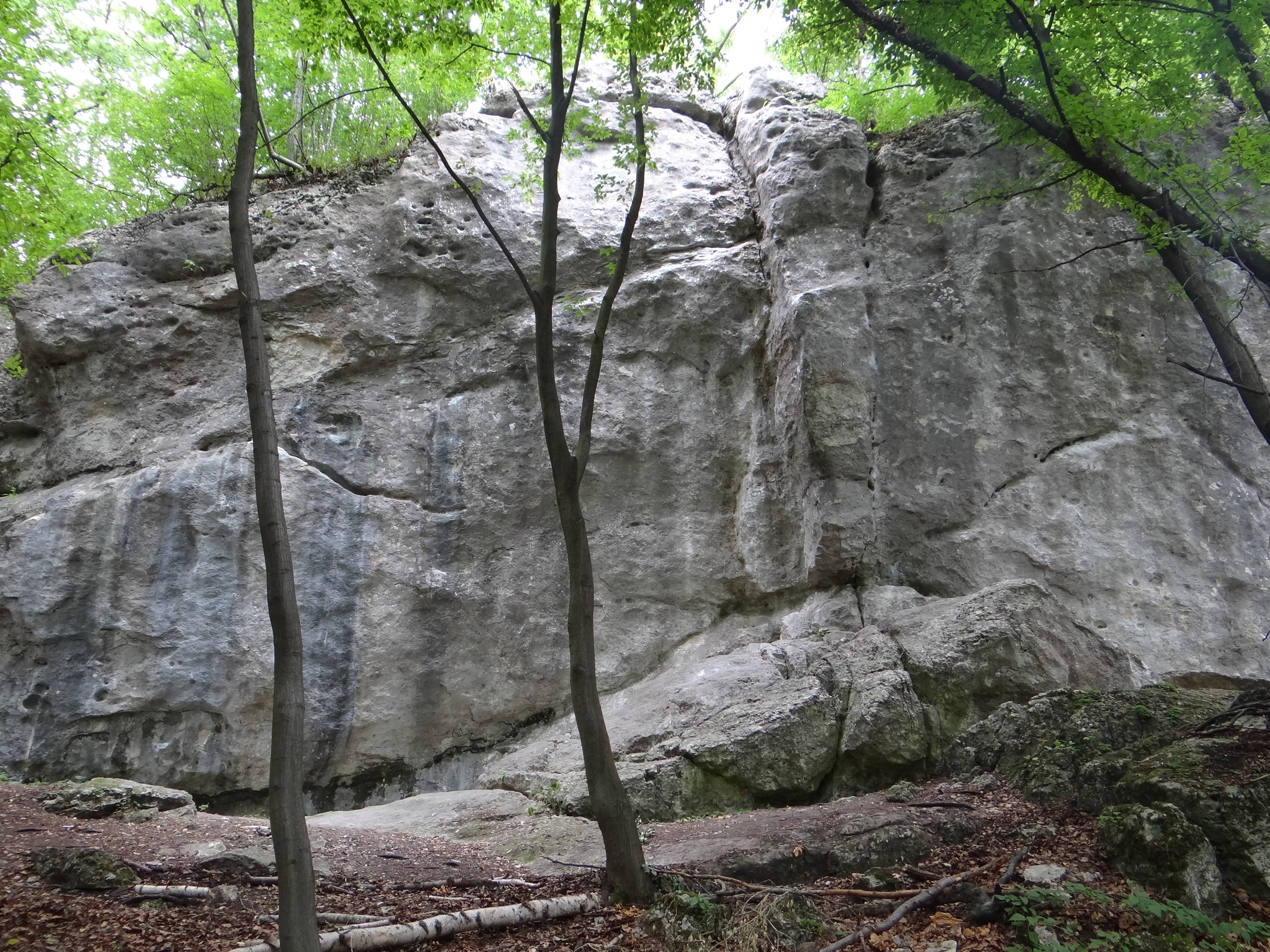

## Drogi wspinaczkowe
- Bez nazwy VI+?,
- Bez nazwy VI.3+?,
- Boża inwazja VI.5+,
- Perfekcyjna niedoskonałość VI.6,
- Ewa Wachowicz poleca VI.3,
- Stalo/drzew (Plon) VI.5,
- Glon VI.1+?,
- Plon VI.4+/5,
- Rozum skuty lodem VI3/3+[1].

Po wschodniej stronie muru Heavy Metal ciągnie się niższy Mini Metal.